# NVL (Unternehmen)
Die NVL B.V. & Co. KG (Naval Vessels Lürssen) ist ein Unternehmen der Schiffbau-Industrie mit Sitz in Bremen-Vegesack und Führungsgesellschaft der NVL Group, eines Werften-Verbunds im norddeutschen Küstenraum sowie Standorten in Australien, Bulgarien, Brunei, und Kroatien. Unter der Dachmarke NVL führt die NVL Group den Neubau sowie die Reparaturaktivitäten von Marineschiffen und Küstenwach-Booten der bislang zu Fr. Lürssen Werft gehörenden Rüstungs-Sparte fort.

## Geschichte
Die NVL B.V. & Co. KG wurde im Herbst 2021 im Rahmen einer Trennung der Sparten Yachten und Defence aus der Fr. Lürssen Werft GmbH & Co. KG ausgegründet und ist Rechtsnachfolger des früheren Teilbetriebs der Lürssen-Sparte Defence. Das Unternehmen ist unverändert unter dem Dach der Lürssen Maritime Beteiligungen GmbH & Co. KG Teil der familiengeführten Unternehmensgruppe Lürssen.
Anfang 2023 berichteten Medien über die Kritik des Bundesrechnungshofes (BRH) an einem unter Kabinett Merkel IV geschlossenen Vertrag von NVL mit dem Bundesverteidigungsministerium (BMVg) in Höhe von 2 Milliarden Euro, der ohne spezifische Leistungs- und Anforderungsbeschreibung geschlossen worden sei. Bereits ein Jahr zuvor hatten BRH und Bundesamt für Beschaffung die Vergabepraxis an NVL in einem anderen Fall kritisiert.

## Portfolio
Die NVL Group konstruiert und fertigt Marineschiffe und Küstenwachboote für den nationalen und internationalen Markt. Das Neubauportfolio umfasst den Marine-Überwasserschiffbau, darunter Fregatten, Korvetten, Schnellboote, Einsatzgruppenversorger, Betriebsstoffversorger, Flottendienstboote, Tender, Minenabwehrfahrzeuge sowie Offshore Patrol Vessels und Küstenwachboote. Für die Deutsche Marine führt die NVL als Generalunternehmer den Bau von fünf neuen Korvetten (Boote 6–10) der Braunschweig-Klasse (K130) durch. Im Auftragsbestand befinden sich für die Deutsche Marine überdies zwei neue Marinebetriebsstoffversorger sowie drei neue Flottendienstboote.

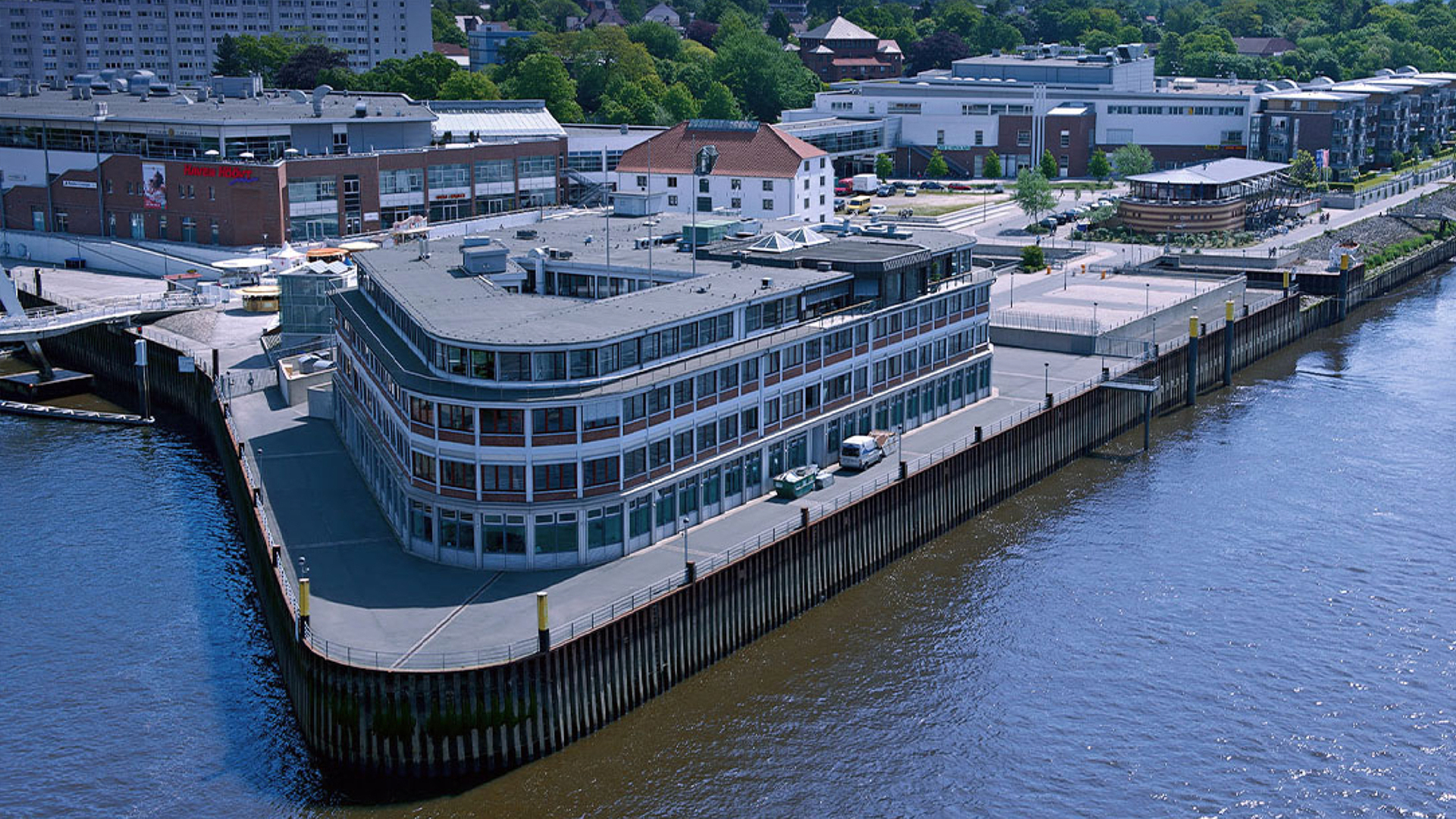
Verwaltungsgebäude der NVL Group in Bremen

International produziert die NVL im Auftrag des bulgarischen Verteidigungsministeriums zwei Korvetten (MMPV90) für die Bulgarische Marine in Warna, dem Standort der NVL-Tochter Naval Technology Bulgaria. In Australien erfolgt parallel die Fertigung von insgesamt zwölf neuen Offshore Patrol Vessels für die Königlich Australische Marine über die dortige NVL-Tochter Luerssen Australia.

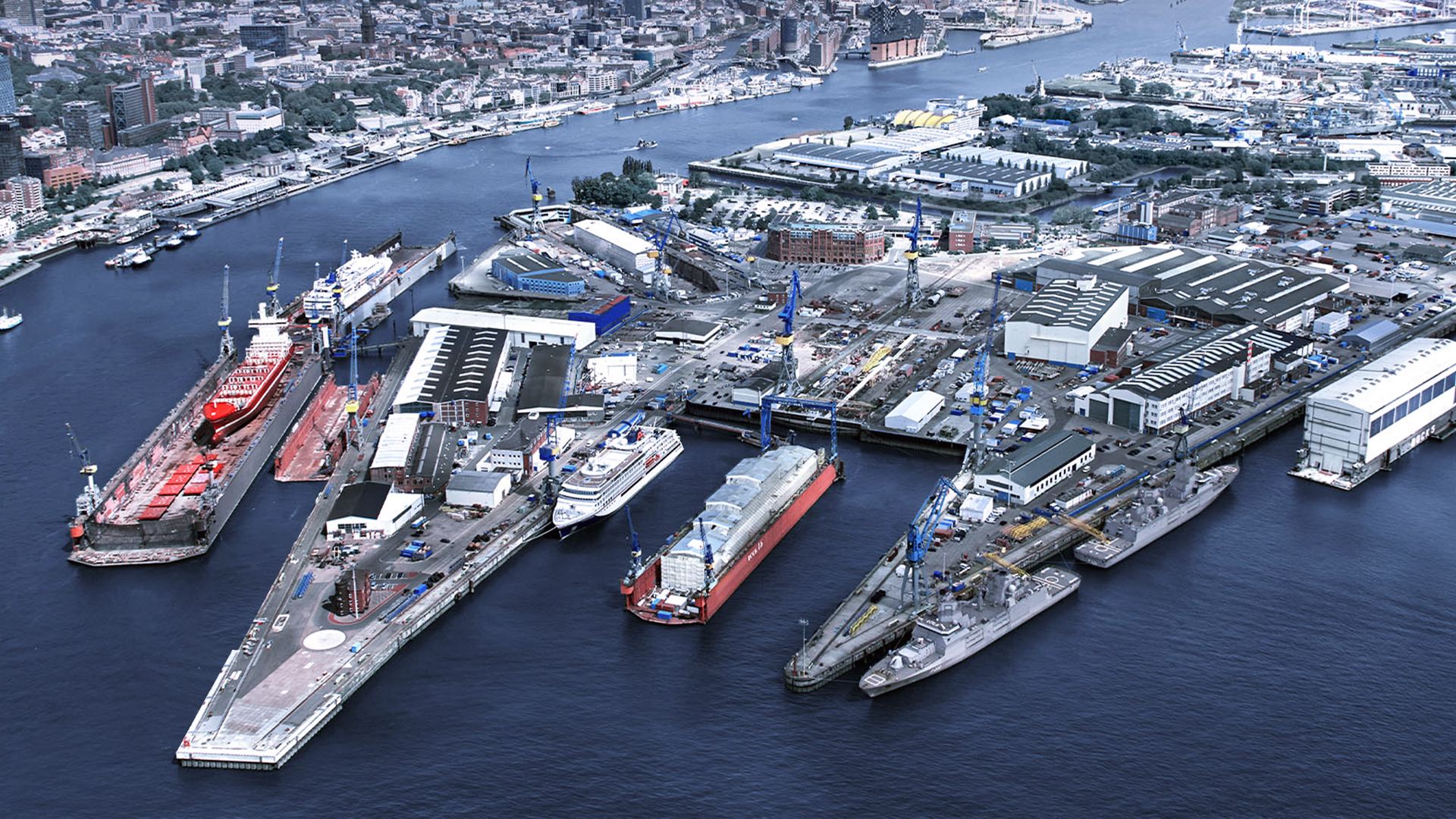
Neubaustandort der NVL Group: Die Hamburger Werft Blohm+Voss

Das Portfolio umfasst darüber hinaus Reparaturen, Instandsetzungen und Wartungen für Einheiten der Deutschen Marine und internationaler Seestreitkräfte.
Die NVL Services bündelt den Bereich der Aftersales-Dienstleistungen, darunter weltweite Ersatzteillieferungen, Trainingsprogramme für Besatzungen sowie Beratungsdienstleistungen für maritime Infrastrukturprojekte.

## Werften und Auslandsstandorte

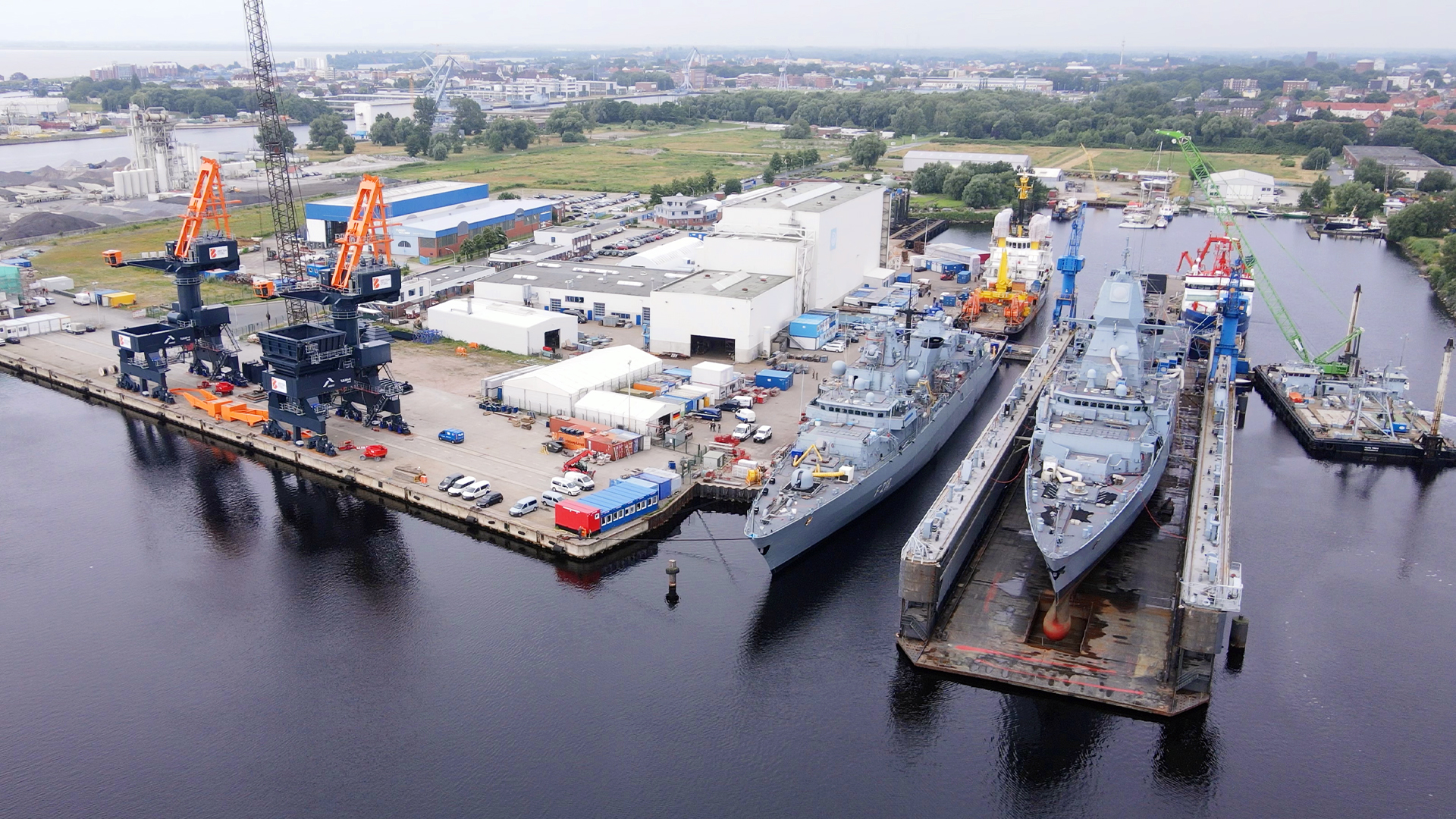
Neue Jadewerft: Werftstandort der NVL Group in Wilhelmshaven

Zur NVL Group gehören das Bremer Unternehmen NVL B.V. & Co. KG als Dachgesellschaft, Blohm+Voss in Hamburg, die Peene-Werft in Wolgast, die Reparaturwerften Neue Jadewerft in Wilhelmshaven und die Norderwerft in Hamburg sowie Standorte in Australien, Bulgarien, Kroatien und Brunei.